# Patrick Bateman
Patrick Bateman è un personaggio creato dalla fantasia dello scrittore californiano Bret Easton Ellis, protagonista del romanzo American Psycho e della sua successiva trasposizione cinematografica. Il personaggio appare anche in altri romanzi di Ellis: Le regole dell'attrazione, Glamorama e Lunar Park.
Bateman è un ventisettenne psicotico che vive a New York e lavora nel distretto di Wall Street. Vive in una bella casa, ha una bella fidanzata e divide le sue giornate tra lavoro, palestra, uscite con gli amici in locali di lusso a base di discussioni frivole ed inconsistenti, droga e visite dall'estetista. Bateman nasconde dietro questa facciata da ragazzo della porta accanto la sua vera natura di assassino spietato e sanguinario che si aggira armato per i vicoli della città torturando e uccidendo senzatetto, prostitute, passanti, animali e, occasionalmente, anche colleghi.

## Biografia e profilo
Patrick Bateman ha studiato alla Phillips Exeter Academy e si è laureato nel 1984 all'Università di Harvard. Successivamente ha frequentato la Harvard Business School e due anni dopo si è trasferito a New York. Lavora alla Pierce & Pierce, prestigiosa società di brokeraggio di Wall Street, dove ricopre il ruolo di esperto nel settore fusioni e acquisizioni. Possiede un lussuoso appartamento nell'Upper West Side nel prestigioso palazzo American Gardens Building e ha come vicino di casa l'attore Tom Cruise.
Bateman proviene da una famiglia benestante; i suoi genitori hanno una casa a Long Island ed una residenza estiva a Newport. Sono divorziati e la madre, soffrendo di una malattia psichiatrica, risiede in un sanatorio mentre il padre (comparso per la prima volta in Le regole dell'attrazione) è cresciuto nel Connecticut e vive in una camera del Carlyle Hotel a Manhattan. Il padre è stato dato per morente nel precedente romanzo e a differenza dell'ex moglie, viene soltanto menzionato nel corso della storia. Ha un fratello minore, Sean (protagonista del romanzo Le regole dell'attrazione) che studia al Camden College e i due si detestano reciprocamente. Bateman di notte si trasforma in un letale serial killer e i suoi crimini, che comprendono stupro, tortura, omicidio, necrofilia e cannibalismo sono descritti con dovizia di particolari nel corso del romanzo.

## Interessi
Secondo la sua fidanzata Evelyn, il padre di Patrick «praticamente possiede l'azienda». Questo è il motivo per cui il giovane uomo è già vicepresidente e può permettersi di passare le giornate in ufficio guardando documentari di History Channel, facendo cruciverba e ascoltando gli ultimi successi musicali con il suo walkman. Nel tempo libero frequenta locali notturni, mangia in ristoranti di tendenza segnalati dalla prestigiosa guida Zagat e acquista abiti firmati in negozi di lusso. Essendo di indole egocentrica e vanitosa, per apparire sempre al meglio acquista abiti costosi; tra i suoi stilisti preferiti vi sono Salvatore Ferragamo, Valentino e Jean-Paul Gaultier. Inoltre, adora gli occhiali da sole Oliver Peoples e predilige Louis Vuitton e Bottega Veneta per gli articoli di pelletteria. Bateman è ossessionato dalla cura personale del suo corpo e si tiene in forma allenandosi ogni giorno in una serie di esercizi di stretching, frequentando la palestra e dedicandosi all'abbronzatura integrale. Secondo il suo migliore amico e collega Timothy Price, ha un particolare ascendente sulle donne. Bateman ha una conoscenza profonda dei beni di consumo di fascia alta che comprendono marche d'abbigliamento, elettrodomestici e perfino marche di acqua in bottiglia. Questa sua peculiarità gli consente di riconoscere immediatamente la griffe indossata dai colleghi, dagli amici e dalle celebrità. Quando è nel suo appartamento, durante gli allenamenti guarda videocassette che noleggia puntualmente e che riguardano in particolare film porno violenti (spesso riguardanti anche pornografia infantile), film horror e slasher (il suo preferito è Omicidio a luci rosse) e vari programmi televisivi, tra i quali uno immaginario chiamato The Patty Winters Show. Bateman utilizza spesso la frase «devo restituire una videocassetta» come scusa per giustificare il tempo che trascorre seviziando e uccidendo le sue vittime e, all'occorrenza, per allontanarsi dai suoi amici.
Ama molto diversi generi musicali e spazia dalla musica leggera al pop rock. Tra i suoi artisti preferiti si annoverano i Talking Heads, i Genesis, Whitney Houston e Huey Lewis & The News (a ciascuno di questi artisti è dedicato un capitolo nel romanzo American Psycho). Ascolta anche musica jazz come Dizzy Gillespie e Bix Beiderbecke e disprezza la musica rap che definisce "negroide". Detesta andare ai concerti anche se in un'esibizione degli U2 alla quale è costretto ad assistere, riferisce di aver stabilito una sorta di collegamento psichico con il cantante Bono.

## Personalità
Ellis descrive Patrick Bateman come il classico stereotipo dello yuppie: è ricco, avido, superficiale, spendaccione e dipendente dalla droga e dal sesso. I suoi amici e colleghi gli somigliano al punto che spesso li confonde per un altro e viceversa. Nel corso del romanzo Bateman riporta con una cura ossessiva di dettagli ogni caratteristica del suo abbigliamento e di quello degli altri, come pure le marche degli oggetti, degli elettrodomestici e gli eventi della sua routine quotidiana, arrivando ad invidiare chiunque lo superi in buon gusto come ad esempio nella scelta della carta, della stampa e del rilievo tipografico del suo personale biglietto da visita.
Bateman è fidanzato con una donna superficiale quanto lui di nome Evelyn. In realtà i due non si amano, ma stanno insieme per il bene della loro vita sociale. Ha anche un'amante che è la fidanzata di un collega che lui odia e frequenta prostitute e donne che incontra nei night club. Predilige modelle o comunque donne con un corpo perfetto, molte delle quali finiscono per diventare sue vittime. L'unica persona per la quale prova almeno una parvenza di sentimenti è la sua segretaria, Jean. In realtà l'unica differenza tra lei e le altre vittime è che nei suoi confronti non prova alcun desiderio di farle del male, probabilmente perché è l'unica tra le persone che conosce a non essere del tutto superficiale e a preoccuparsi per lui. Ogni volta che parla di Jean, utilizza l'espressione «Jean, la mia segretaria che è innamorata di me» e parla per la prima volta di lei come qualcuno «che finirò probabilmente per sposare».
Mentre in superficie sembra essere l'incarnazione dell'uomo d'affari sicuro di sé ed affascinante, in realtà Bateman, la maggior parte delle sue vittime le uccide perché talvolta lo fanno sentire inferiore e inadeguato ed è per questo motivo che trucida il collega Paul Allen. I suoi amici lo deridono definendolo "il ragazzo della porta accanto" e il suo avvocato si riferisce a lui come ad «un sanguinoso baciaculi buono buono». Dalle persone al di fuori della sua cerchia sociale viene etichettato come "yuppie di merda".
Spesso esprime dei dubbi per quanto riguarda la propria salute ed ha periodici attacchi di psicosi durante i quali è preda di allucinazioni. Spesso esibisce anche fenomeni di spersonalizzazione, come testimoniato da una frase da lui pronunciata: «C'è l'idea di Patrick Bateman, una sorta di astrazione, ma non esiste un vero e proprio "me". C'è soltanto qualcosa di illusorio, al mio posto, un'entità che è anche possibile toccare con mano, sennonché io non ci sono. Puoi anche sentire la mia carne a contatto con la tua, e credere che i nostri stili di vita siano comparabili, ma io semplicemente non sono lì» o «Non dovresti essere così servizievole con lui [...] cioè, volevo dire, con me».
Nonostante si definisca privo di qualsiasi emozione, egli in numerose situazioni manifesta sentimenti di rabbia, paura o dolore, come per esempio quando non riesce ad ottenere un buon tavolo in un ristorante. In un'occasione, nel bel mezzo dello smembramento di una vittima, irrompe in singhiozzi gridando «Voglio soltanto sentirmi amato!».
Bateman cerca di mascherare queste insicurezze attraverso un'incredibile vanità e un'ossessiva cura personale con un'incrollabile attenzione ai minimi dettagli. Egli acquista abiti, oggetti e accessori delle marche più costose possibili per esercitare un certo controllo sulla sua altrimenti caotica vita. Allo stesso modo, egli categorizza le persone a seconda di quello che indossano, perché sono più facilmente "comprensibili", in termini di etichette e stereotipi.
Pubblicamente si presenta come una persona sensibile, preoccupata da problemi che affliggono la società come l'AIDS, l'ambientalismo, il maschilismo, la povertà e la recessione economica.
Bateman non rispecchia il tipico profilo di un serial killer dato che uccide più o meno indiscriminatamente e senza alcun tipo di preferenza sulle vittime. Non adotta un metodo particolare, anche se per lo più predilige morti precedute da torture e forti agonie, e utilizza diverse armi tra le quali coltelli, pistole, sparachiodi... 
Egli uccide svariate tipologie di persone tra cui uomini, donne, bambini e anche animali. I motivi che lo spingono ad uccidere gli uomini spaziano dalla rabbia o, paradossalmente, dalla mancanza di empatia che sente di ricevere dagli altri (soprattutto persone esteticamente ripugnanti, come barboni), o verso la fine del libro, semplicemente per esaurimento e disperazione, motivo che lo spinge ad eliminare un bambino nello zoo di Central Park, cosa che però non riesce a dargli piacere, perché sostiene che un bambino è una persona ancora non formata, e dunque la sua morte vale meno di quella di un adulto. Invece uccide le donne per la maggior parte per sadico piacere sessuale, spesso durante o subito dopo aver avuto un rapporto con loro.
Talvolta confessa i suoi crimini ad amici, colleghi di lavoro e perfino ad estranei («Amo vivisezionare le ragazze, sapevi che sono totalmente pazzo!»), ma lo fa solo per verificare se lo stanno ascoltando, cosa che in realtà non si aspetta neppure nella maggior parte dei casi. Ovviamente, le persone alle quali si rivolge pensano che stia scherzando, ma per lo più continuano a parlare come se nulla fosse. In una delle sue più cruente serate, lascia un messaggio di segreteria telefonica al suo avvocato confessandogli dettagliatamente tutti i suoi crimini. Successivamente, quando i due si incontrano, Bateman viene deriso dal suo avvocato che lo scambia per un'altra persona e che considera la sua confessione come un divertente scherzo. L'uomo infatti sottolinea che qualcuno come Bateman non potrebbe essere un assassino e che non è possibile che possa aver ucciso Paul Allen (una delle sue vittime), dal momento che lui ha di recente pranzato proprio con Allen.
Questo dubbio catapulta Bateman nel ruolo di narratore inaffidabile: tutti gli omicidi commessi, quindi, potrebbero essere anche solo sue allucinazioni e sogni, desiderati ma mai realmente compiuti da un Bateman ossessionato dal suo desiderio di essere riconosciuto, e schiacciato dalla consapevolezza che non potrà mai uscire dalla vita che conduce. Oppure la convinzione del suo avvocato di aver cenato con Paul potrebbe essere una delle ennesime sviste e scambi di persone che i personaggi del libro sembrano fare in continuazione. Essendo i membri della cerchia di Bateman tutti vestiti uguali, tutti ugualmente belli, in forma, capita loro molto di frequente nel romanzo, di scambiarsi l'uno per l'altro. La frase finale ''questa non è l'uscita'' identifica la totale impossibilità di Patrick di scampare al suo mondo e a ciò che è.

## Famiglia
- Genitori innominati (nel film)
- Sean Bateman (fratello)

### Sean Bateman

#### Informazioni
Sean è un piccolo spacciatore di droga che frequenta il "Camden College", anche se finge di essere un ragazzo appartenente alla classe media. È molto timido nei confronti dell'altro sesso ed ha tendenze un po' suicide. In nessun modo è come suo fratello maggiore, ovvero il serial killer Patrick Bateman, con cui non va d'accordo.
- Genitori innominati (nel film)
- Patrick Bateman (fratello †)

## Patrick Bateman al cinema
- Il più noto attore ad aver interpretato Bateman al cinema è Christian Bale in American Psycho di Mary Harron (2000), adattamento dell'omonimo romanzo. Bale non era stata la prima scelta dei produttori, infatti la parte fu offerta a Keanu Reeves, Edward Norton, Brad Pitt e Leonardo DiCaprio[3].
- Nel 2000 Dechen Thurman, fratello di Uma Thurman, ha interpretato Bateman nel documentario This Is Not an Exit: The Fictional World of Bret Easton Ellis.
- Nel 2002 Michael Kremko ha interpretato il serial killer nel sequel e al tempo stesso spin-off destinato al mercato home video del film diretto da Morgan J. Freeman American Psycho 2.
- Nel film del 2002 Le regole dell'attrazione (spin-off di American Psycho), James Van Der Beek ha interpretato il fratello minore di Bateman, Sean. Il regista del film Roger Avary voleva introdurre in alcune scene Patrick Bateman, così chiese a Christian Bale di riprendere il ruolo, ma l'attore britannico rifiutò. Successivamente il regista chiese allo scrittore Bret Easton Ellis di interpretare la parte, ma anch'egli rifiutò. Avary per ogni eventualità girò una scena con Casper Van Dien, ma in fase di montaggio fu tagliata.
- Nel nuovo film di Luca Guadagnino il ruolo di Patrick Bateman è affidato ad Austin Butler.[1]

## Patrick Bateman nella cultura di massa
- Nel 1993 il gruppo gallese Manic Street Preachers pubblica un brano intitolato Patrick Bateman come lato B del singolo La Tristesse Durera (Scream to a Sigh).
- Nel 1997 il gruppo punk rock statunitense The Misfits pubblica un album intitolato American Psycho in cui è presente la traccia dal titolo omonimo, entrambi ispirati al romanzo.
- Nel 2001 il gruppo finlandese heavy metal Children of Bodom pubblica l'album Follow the Reaper in cui è presente la traccia Mask of Sanity ispirata alla psicopatia di Bateman. Inoltre, nell'album del 2003 Hate Crew Deathroll è presente la traccia intitolata Angels Don't Kill in cui all'inizio del brano è campionato un dialogo di Bateman che compare nel finale del film.
- Nel 2002 l'alternative metal band statunitense dei Murderdolls pubblica il brano 197666, contenuto nell'album Beyond the Valley of the Murderdolls in cui appare la frase che Bateman usa dire spesso: "I like to dissect girls" (mi piace massacrare ragazze).
- Nel 2004 la band black metal statunitense Krieg pubblica un EP intitolato Patrick Bateman[4].
- Nel 2005 il gruppo californiano death metal Through the Eyes of the Dead, cita Patrick Bateman all'inizio del brano Erratic Perception contenuto dell'album Annihilation of Expectation.
- Dexter Morgan, il serial killer protagonista della serie televisiva Dexter utilizza come pseudonimo Dott. Patrick Bateman per procurarsi i tranquillanti che usa per stordire le sue vittime.
- Il singolo Knife Blood Nightmare contenuto nell'album Nightmare Anatomy del 2005 del gruppo post-hardcore statunitense Aiden ha come intro una parte del monologo di apertura del film.
- Il gruppo belga death metal Aborted utilizza parti del discorso finale di Patrick Bateman nel film, nella loro canzone, Dead Wreckoning contenuta nell'album The Archaic Abattoir del 2005; la band depressive black metal svedese utilizza la stessa traccia nel brano Claws of Perdition contenuta nell'album del 2005 The Eerie Cold mentre i metalcore/death metal Hatesphere la utilizza nella canzone contenuta nell'album The Sickness Within intitolata Heaven Is Ready to Fall sempre nel 2005.
- Patrick Bateman è stato accreditato come personaggio del film del 2006 Broken diretto da Simon Boyes e Adam Mason; in realtà il personaggio è fittizio e nel film non esiste[5]. I produttori dichiararono che avevano inserito il nome di Bateman per puro divertimento.
- Il gruppo electronic rock statunitense Breathe Carolina ha pubblicato un brano intitolato I Have To Go Return Some Video Tapes (devo restituire delle videocassette) nell'album Hello Fascination del 2009.
- Sempre nel 2009 l'attore e cantante statunitense Miles Fisher imita Patrick Bateman nel video musicale This Must Be the Place, cover dei Talking Heads.
- Patrick Bateman appare in un cameo nel racconto breve Andy Warhol's Dracula, scritto negli anni novanta dallo scrittore e giornalista britannico Kim Newman.
- Nel 2020 la band indie rock statunitense Local H, capitanata da Scott Lucas, incide l'album Lifers e il primo brano è intitolato Patrick Bateman.
- Tra il 2021 e il 2023 nascono svariati meme sulle piattaforme social con protagonista Patrick Bateman, creando il termine "Sigma male" (un maschio alpha solitario) e creando un culto ironico della personalità del personaggio, spesso assieme ad altri protagonisti del cinema o delle serie TV (come Walter White, Thomas Shelby e Travis Bickle).